# NGC 6011
NGC 6011 (również PGC 56008 lub UGC 10047) – galaktyka spiralna (Sb), znajdująca się w gwiazdozbiorze Małej Niedźwiedzicy. Odkrył ją William Herschel 16 marca 1785 roku.